# Mecranium virgatum
Mecranium virgatum är en tvåhjärtbladig växtart som först beskrevs av Olof Swartz, och fick sitt nu gällande namn av José Jéronimo Triana. Mecranium virgatum ingår i släktet Mecranium och familjen Melastomataceae. Inga underarter finns listade i Catalogue of Life.